# Obock
Obock, también llamada Obok o Ubuk, es una pequeña ciudad portuaria de Yibuti, situada en la zona norte del golfo de Tadjoura. En 2003, su población era de 8.300 habitantes.
La ciudad fue la primera ciudad creada en la región por los colonos franceses tras alcanzar un acuerdo con los gobernadores locales el 11 de marzo de 1862. Dicha localidad surgió por el deseo francés de establecer un puesto de abastecimiento de combustible para los navíos nacionales tras la apertura del Canal de Suez en 1869.
En 1885, Obock tenía una población de 800 habitantes y una escuela. Sin embargo, su situación geográfica la convertía en un puerto muy expuesto a los ataques de naciones enemigas, por lo que el puesto de abastecimiento se trasladó a Yibuti. Consecuentemente, la población disminuyó.
A finales de 2002, tropas estadounidenses se establecieron en la zona para realizar maniobras de entrenamientro previas a la invasión de Irak.

## HistoriafilatélicaNumismática

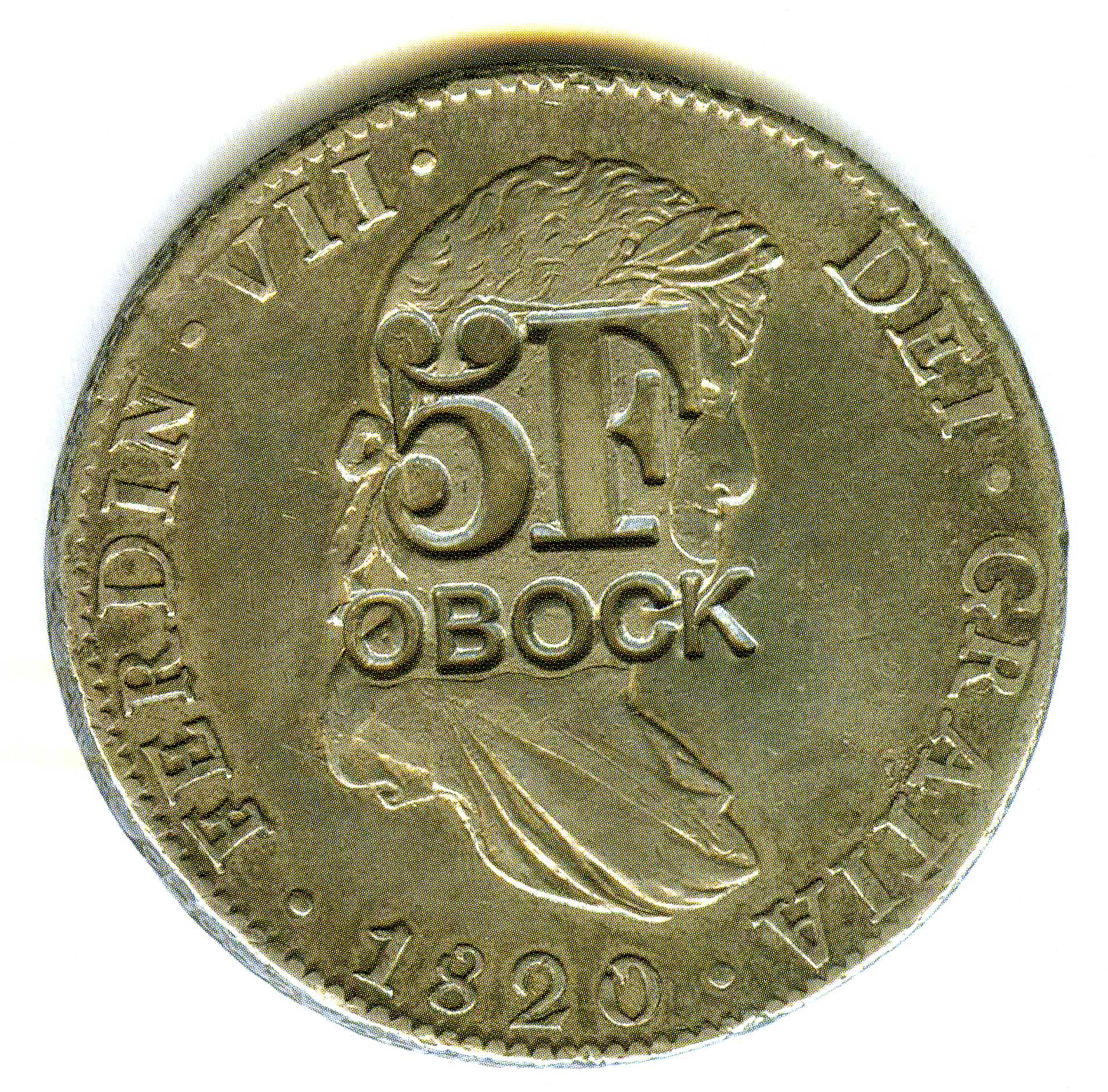
Moneda española de Fernando VII contramarcada durante la ocupación francesa para su circulación en la región de Obock.

Durante su situación como colonia francesa, la ciudad de Obock emitió sus propios sellos. Al principio, los habitantes de este enclave hacían uso de los sellos utilizados por el resto de los territorios franceses, aunque a partir de 1892, sobre-imprimieron el texto Obock. 
Entre 1893 y 1894 se comenzaron a emitir sellos propios en distintos formatos, siendo hoy en día muy apreciados por los coleccionistas filatélicos. Con la salida de los franceses, el uso de dichos sellos disminuyó para desaparecer finalmente en 1902 con la introducción de sellos de la denominada "Costa Somalí".
Se conocen monedas de plata de 8 reales españoles, 5 francos de Napoleón III y talers de María Teresa I de Austria que fueron contramarcados durante la ocupación francesa para su circulación con leyenda OBOCK y valor 5 francos.